# Brückertor (Dettelbach)

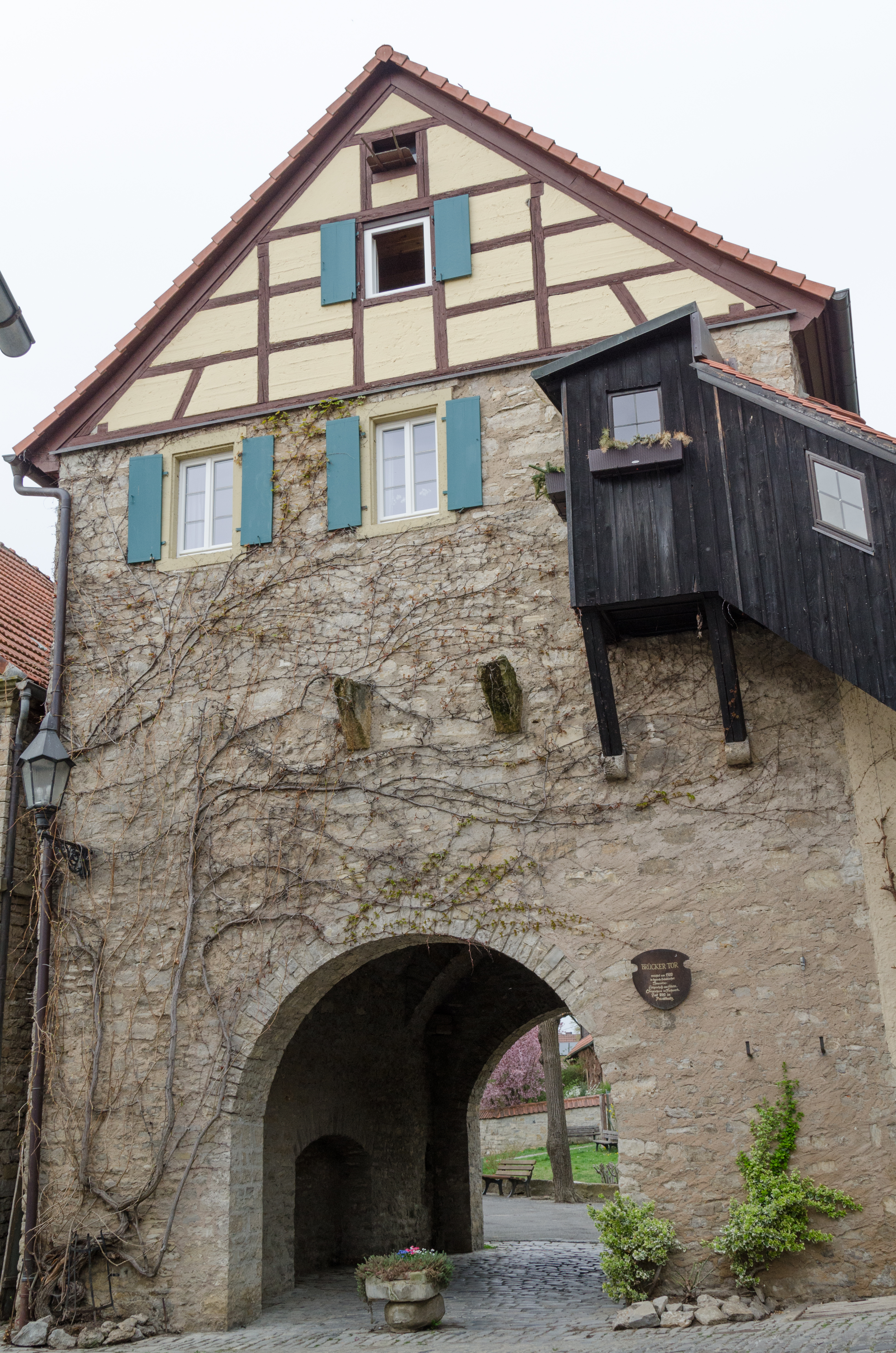
Das Brückertor in Dettelbach

Das Brückertor (auch Brücker Tor, Brückenturm, Adresse Eichgasse 12, früher Hausnummer 363) ist Teil der Stadtbefestigung von Dettelbach. Von den ehemals fünf Stadttoren haben sich nur das Brücker- und das Faltertor erhalten.

## Geschichte
Die Dettelbacher Stadtbefestigung ist eng mit der Erhebung des Ortes zur Stadt im Jahr 1484 verbunden. Eventuell waren einige Elemente bereits zu diesem Zeitpunkt fertiggestellt, das Gros der Anlage geht allerdings auf die erste Hälfte des 16. Jahrhunderts zurück. Erstmals indirekt erwähnt wurden Stadttore, die bereits zuvor schon existierten, in einer Quelle des Jahres 1532. Dort ist von „fünf Torschließern“ die Rede, wobei ihr Jahreslohn von fünf Gulden Erwähnung findet. Zu diesem Zeitpunkt muss also eine vollständige Ummauerung mit insgesamt fünf Toren bestanden haben.
Das Brückertor entstand im Norden der Dettelbacher Altstadt in der Nähe des gleichnamigen Baches. Seinen Namen erhielt das Tor, weil es die Stadt mit dem im Hinterland verorteten Brück verband, das zum Amt Dettelbach gehörte. Außerdem bildete es die Verbindung nach Prosselsheim, dem ursprünglichen Amtssitz für die Dettelbacher Untertanen. Alle Tore erfüllten wichtige Verteidigungsaufgaben. Die von der Gemeinde eingesetzten Torschließer hatten die Verkehrsüberwachung ebenso zu leisten wie das pünktliche Auf- und Absperren der Tore bei Sonnenauf- bzw. -untergang.
Nachdem die zu diesem Zeitpunkt noch relativ neuen Befestigungsanlagen ihre erste Feuertaufe im Deutschen Bauernkrieg 1525 bestanden hatten, verstärkte man die Tore teilweise. Nichtsdestotrotz war die Ummauerung im Dreißigjährigen Krieg bereits so veraltet, dass man die vorrückenden protestantischen Schweden kampflos in die Stadt ließ. 1641 gab es Probleme mit dem Wächter am Brückertor, weil dieser seinen Dienst nicht gewissenhaft erfüllte. Daraufhin wurde er zu einer Turmstrafe verurteilt und in den neben dem Faltertor befindlichen Männerturm gesperrt.
Die Schwäche der mittelalterlichen Verteidigungsanlagen führte allerdings in der Folgezeit dazu, dass die Stadt nichts mehr in ihre Mauern investierte. Im 17. und 18. Jahrhundert verfielen die Anlagen langsam. Die engen Tordurchfahrten stellten zugleich ein Problem für den wachsenden Fuhrwerk-Verkehr dar. Bereits 1833 wurde das Brückertor an Privatleute verkauft, wobei die Stadt die „Grundfesten“ behielt, sodass nur die Obergeschosse veräußert wurden. 1857 entfernte man das massive Holztor, das den Durchgang nachts bisher immer noch versperrte.
Zwischen 1872 und 1873 wurden drei der fünf Dettelbacher Stadttore abgerissen. Das Brückertor blieb zunächst stehen, wohl weil der Verkehr in das kleine Brück noch nicht das Ausmaß der überregionalen Verbindung Würzburg-Bamberg besaß. Ein Hausbrand im Jahr 1894 in der damaligen Hausnummer 356 weiter westlich des Tores ermöglichte der Stadt dann, eine Bresche in die Mauer zu schlagen, ohne das Tor anzutasten. Der Brand rettete das Brückertor vor dem Abriss, zugleich geriet es in eine Abseitslage.  
Die wechselnden Besitzer des Tores sind seit 1833 gut dokumentiert. 1835 wurde das Tor renoviert. Im März 1847 verkaufte der Hausmetzger Kaspar Dorsch das Brückertor an die Hebamme Margarete Heinlein, die nach dem Tod ihres Mannes aus Mainsondheim nach Dettelbach gezogen war. Heinleins Sohn verkaufte das Anwesen dann 1879 an den Tagelöhner Adam Hiller und seine Frau Barbara, geborene Braun. Nach dem Tod der Frau 1920 übernahm eine Erbengemeinschaft den Torturm.
Zwischen 1920 und 1946 sind dann das Ehepaar Georg und Cäcilia Lieberth im Brückertor nachgewiesen. Sie verkauften den Turm 1951 an Irene Heinlein. Heinlein ließ das Dach ausbessern und ein Bad einbauen, außerdem wurden die Strom- und Wasserleitungen erneuert. Nach dem Tod der Irene Heinlein 1998 erbte ihr Sohn das Haus. In den folgenden Jahren unterzog man den Turm einer umfassenden Renovierung, die bis 2001 dauerte. Im Jahr 2000 wurde unter anderem das Dach vollständig abgerissen und erhielt später Schleppgauben.

## Beschreibung
Das Brückertor wird vom Bayerischen Landesamt für Denkmalpflege als Baudenkmal eingeordnet. Untertägige Reste von Vorgängerbauten sind als Bodendenkmal vermerkt. Daneben ist es ein markantes Element des Ensembles Altstadt Dettelbach. Es präsentiert sich als zweigeschossiger Torturm mit Fachwerkobergeschoss und schließt mit einem Satteldach ab. Die Tordurchfahrt wird durch ein rundbogiges Tor gebildet. Der Zugang zum Obergeschoss erfolgt auf der stadtzugewandten Seite über eine hölzerne Treppe mit Ziegelüberdachung. Während das Fachwerk auf dieser Seite freigelegt wurde, ist der Turm auf der stadtabgewandten Seite verputzt. Bei der Renovierung zu Beginn des 21. Jahrhunderts wurden Dachgauben angebracht.